# Хоар, Ричард
Ричард Колт Хоар (9 декабря 1758 — 19 мая 1838) — британский антиквар, археолог, писатель, художник и путешественник XVIII — XIX веков, первый человек, серьёзно занимавшийся изучением истории своей родины, графства Уилтшир.
Хор был потомком сэра Ричарда Хора, лорд-мэра Лондона, основателя банка C. Hoare & Co, ставшего семейным бизнесом; получил образование в подготовительной школе в Уэндсфорте, затем в семинарии школы в Гринфорде.
В 1785 году он унаследовал крупное имение Стахед от своего деда, Генри Хора II, доходы от которого позволили ему продолжать свои археологические исследования, к которым он уже проявлял склонность. В 1783 году он женился на Эстер, дочери Уильяма Генри, лорда Литтлтона. После её смерти в 1785 году после рождения их второго ребенка, который также умер, он посетил Францию , Италию и Швейцарию. Унаследовав титул баронета в 1787 году, он совершил вторую поездку на континент в 1788 году ; записи о его путешествиях появились в 1815 и 1819 годах под названиями Recollections Abroad и A Classical Tour through Italy and Sicily. В течение этого путешествия он создал значительное количество зарисовок увиденных им мест.
После путешествия по Уэльсу он сделал переводы Itinerarium Cambriae и Cambriae Descriptio Гиральда Камбрийского вместе с авторскими комментариями Хоара к переводу о жизни Гиральда. Эта работа была впервые опубликована в 1804 году и впоследствии была отредактирована Томасом Райтом (1810 — 1877) в 1863 году. Записки Хоара о путешествии в Ирландию были опубликованы в 1807 году.
Как археолог Хоар более всего известен предпринятыми им совместно с Уильямом Каннингтоном раскопками Стоунхенджа в 1798 и 1810 годах, которые были первыми известными научными раскопками, проводимыми около данного памятника. На основе этих раскопок в 1812 — 1814 годах им была написана двухтомная работа Ancient History of North and South Wiltshire.
Хоар был избран членом Королевского общества в 1792 году, а также был членом общества антикваров Лондона. Умер в Стахеде, графство Уилтшир, в 1838 году. Его надгробие находится в церкви Святого Петра, Стартон, графство Уилтшир.